# Агафангел (Елевфериу)
Архиепископ Агафангел (греч. Αρχιεπίσκοπος Ἀγαθαγγέλος, в миру Агафанге́лос Елевфери́у греч. Ἀγαθαγγέλος Ελευθερίου; 1888, Принкипио, Османская империя — 21 апреля 1967, Кератеа, Греция) — епископ греческой старостильной юрисдикции ИПЦ Греции (Матфеевский синод); архиепископ Афинский и всей Эллады, Председатель «матфеевского» Синода ИПЦ Греции (1958—1967).

## Биография
Родился в 1888 году на острове Принкипио, близ Константинополя, в семье Елевферия и Феофании. Получил начальное образование, окончил Великую школу нации и с 1910 по 1913 годы работал учителем греческого языка в болгароязычных селениях Драмской митрополии.
Был рукоположен в сан диакона и вскоре возведён в достоинство архидиакона. Позднее, будучи рукоположенным в сан пресвитера, поступил в Ризарийскую богословскую школу в Афинах, а после её окончания в богословский институт Афинского университета, который окончил в 1922 году.
С введением 1924 году в Элладской православной церкви нового календарного стиля, в сане протоиерея занимал должности церковного проповедника Фокидской митрополии, преподавателя различных гимназий, настоятеля Свято-Благовещенского храма на острове Тинос, а затем профессора Педагогической Академии во Флорине.
В 1957 году вышел из юрисдикции Элладской православной церкви и присоединился к греческому старостильному движению, войдя в контакт с иерархами Церкви ИПХ Греции (Матфеевский синод).
8 ноября 1957 года был рукоположен в сан епископа Тинийского, а 18 марта 1958 года в Свято-Троицком соборе в афинском районе Като-Ильюполи был избран Председателем матфеевского Синода с титулом архиепископа Афинского и всея Эллады. За период управления этой группой, возглавил освящение Святого Мира (1958), председательствовал на большом собрании клириков и мирян (1958), совершил анафематствование ереси хилиазма (1963) и осуждение православно-католического диалога (1964).
Скончался после продолжительной болезни 21 апреля 1967 года и был погребён на архиерейском кладбище в Свято-Введенском монастыре Панагии Пефковунойатриссы в Кератее.